# كارل لودفيغ فون ليترو
كارل لودفيغ فون ليترو (بالإنجليزية: Karl L. Littrow)‏ (و. 1811 – 1877 م) هو عالم فلك، وأستاذ جامعي من الإمبراطورية النمساوية . ولد في قازان.
توفي في البندقية، عن عمر يناهز 66 عاماً.

## مناصب وهيئات
أدار جامعة فيينا.